# Marie Émilie de Joly de Choin

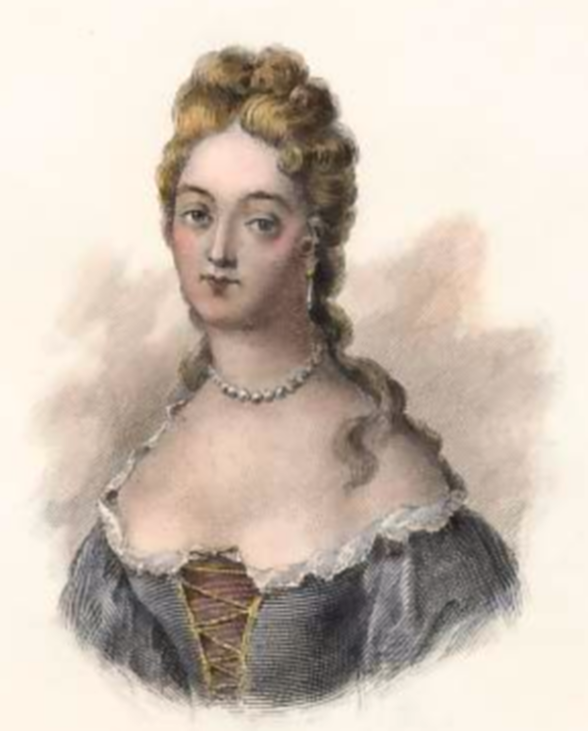
Mademoiselle de Choin

Marie Émilie Thérèse de Joly, Mademoiselle de Choin (Bourg-en-Bresse, 2 augustus 1659 - april 1732) was de tweede echtgenote van Lodewijk, de zoon en troonopvolger van Lodewijk XIV.

## Levensloop
Haar vader, Guillaume Claude de Jol, Baron van Choin, was gouverneur van Bourg-en-Bresse en Marie-Émilie ontving een degelijke opvoeding. Ze kwam aan het hof op uitnodiging van haar tante, de gravin van Bury, die een hofdame was van Marie-Anne van Bourbon, prinses van Conti, een dochter van Lodewijk XIV. Marie-Émilie werd ook opgenomen in de kring van de prinses van Conti en leerde zo haar halfbroer Lodewijk, de Grand Dauphin, kennen. Lodewijk was in 1690 weduwnaar geworden en in 1694 trouwde hij in het geheim met Marie-Émilie. Dit was een morganatisch huwelijk en dus waren eventuele kinderen uit dit huwelijk uitgesloten van de troonopvolging. Er is sprake van een mogelijke zwangerschap of een jonggestorven kind. Mademoiselle de Choin verbleef na het huwelijk niet in Versailles maar had een eigen residentie in Parijs en het koppel ontmoette elkaar in het kasteel van Meudon. Daar installeerde ze zich uiteindelijk. In 1711 stierf Lodewijk aan de pokken. Mademoiselle de Choin trok zich terug in haar residentie in Parijs en ontving van de koning een jaarpensioen van 12.000 pond. Zij stierf op 13 of 14 april 1732.

## Beschrijvingen
Marie-Émilie de Joly de Choin werd niet beschouwd als een schoonheid. De hertog van Saint-Simon beschreef haar als een fatsoenlijk persoon zonder ambitie, die vrolijk was en graag at en converseerde. Elisabeth Charlotte van de Palts, de schoonzus van Lodewijk XIV beschreef haar minder flatterend als "klein, met een rond gezicht, een korte wipneus en een grote mond vol rotte tanden" en verder met een grote boezem.